# Chamesey
Chamesey là một xã của tỉnh Doubs, thuộc vùng Bourgogne-Franche-Comté, miền đông nước Pháp.

## Dân số
At the 1999 census, xã này có dân số là 101. For 2006 the estimate là 113.